# 庫拉 (塞爾維亞)
庫拉是塞爾維亞的城鎮，由西巴奇卡州負責管轄，位於該國西北部，面積122平方公里，海拔高度84米，該鎮在1944至1991年間被納入南斯拉夫社會主義聯邦共和國管治範圍，2011年時人口為17,973人。

## 外部連結
- 官方网站 （塞爾維亞語）
- 维基共享资源上的相關多媒體資源：庫拉